# Земляной мост (Великий Устюг)
Земляной мост — старейшая транспортная магистраль Великого Устюга. По мосту проходит Советский проспект. Мост является своеобразной границей между центром и второй частью города. 

## История
Первоначально, в декабре 1819, был построен деревянный свайный мост на 180 столбах через Смольниковское озеро, его длина составила 58 саженей (123,7 метра), а ширина 5 саженей (2,3 метра).
В 1866 по проекту архитектора Авринского на том же месте была сооружена дамба (земляной мост).
В Советский период мост заасфальтировали, посадили зелёные насаждения.